# Солано, Вилебальдо
Вилеба́льдо Сола́но Ало́нсо (исп. Wilebaldo Solano Alonso, 7 июля 1916 — 7 сентября 2010) — испанский журналист и марксист, член руководства ПОУМ (генеральный секретарь партии с 1947 года), участник французского Сопротивления, один из основателей Фонда Андреса Нина.

## Биография
Проявил себя как политический активист ещё в школьные годы, а затем во время обучения на медицинском факультете Автономного университета Барселоны. В 1932 г. был среди создателей Национальной федерации учащихся Каталонии (кат. Federació Nacional d'Estudiants de Catalunya), — затем — среди организаторов Ассоциации революционного студенчества Барселоны. С 1932 года состоял в молодёжной организации Рабоче-крестьянского блока, сотрудничал в его издании «Аделанте». В сентябре 1935 года стал генеральным секретарём организации «Иберийская коммунистическая молодёжь» («Молодые коммунисты Иберии») — молодёжного отделения Иберийской коммунистической федерации, которая в том же году вошла в состав Рабочей партии марксистского единства (ПОУМ). Солано также представлял молодёжную организацию в исполнительном комитете ПОУМ и редактировал её печатный орган «Juventud Comunista». В ноябре 1936 года избран генеральным секретарём Международного бюро революционных молодёжных организаций (связанного с Лондонским бюро) при новом секретариате в Барселоне.
С июня 1937 до своего ареста в апреле 1938 года — член руководства ПОУМ в подполье. В феврале 1939 года был освобожден из-под стражи вместе с некоторыми другими лидерами ПОУМ и бежал во Францию, но в 1941 году вновь арестован вишистскими властями и приговорен к 20 годам каторги. Освобождён бойцами французского Сопротивления в июле 1944 года, присоединился к партизанскому отряду. В 1947 году избран генеральным секретарём ПОУМ в изгнании. В 1953—1981 годах работал в испанской службе информационного агентства «Франс Пресс». После смерти Франко пытался восстановить ПОУМ, выступая против роспуска партии и её растворения в Испанской социалистической рабочей партии.
Солано консультировал авторов таких фильмов, как «Земля и свобода» (художественный, режиссёр Кен Лоуч) и «Операция Николай» (документальный, о похищении и убийстве сталинскими агентами Андреу Нина).

## Книги
- Против Франко, против Сталина: Рабочая партия марксистского единства (ПОУМ) в испанской революции и гражданской войне (1936—1939). М.: Книжный дом «ЛИБРОКОМ», 2013

## Статьи
- Пример Сневлита (1972)